# Unterschleißheim
Unterschleißheim là một đô thị ở München bang Bayern thuộc nước Đức.

## Thành phố kết nghĩa
- Le Cres, Pháp
- Lucka, Thuringia, Đức
- Zengoalja Kistekseg, Hungary
- Zelenograd, Nga